# Beirneola doriona
Beirneola doriona är en insektsart som beskrevs av Young 1977. Beirneola doriona ingår i släktet Beirneola och familjen dvärgstritar. Inga underarter finns listade i Catalogue of Life.